# Glyphipterix simpliciella
Glyphipterix simpliciella là một loài bướm đêm thuộc họ Glyphipterigidae. Loài này có ở phần phía tây của miền Cổ bắc và thường thấy ở Britain và Ireland.
Sải cánh dài 6–9 mm. Con trưởng thành bay từ tháng 5 đến tháng 7.
Ấu trùng ăn hạt của loài cỏ Dactylis glomerata và Festuca arundinacea và sau đó biến thành nhộng trên cành cỏ.

## Hình ảnh

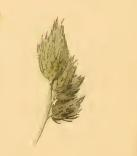
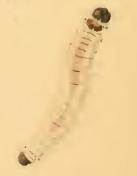
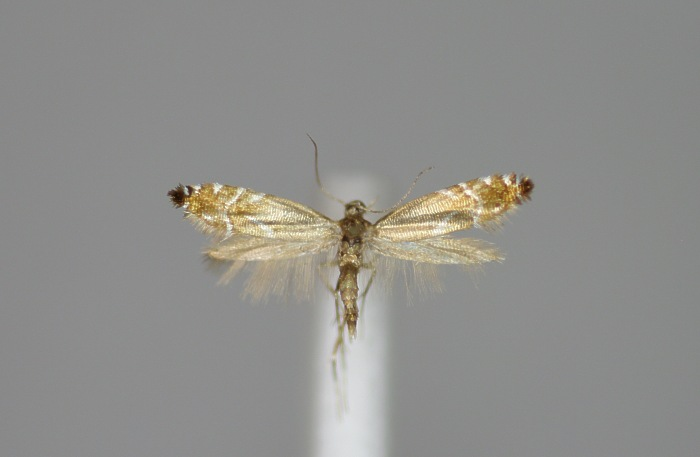
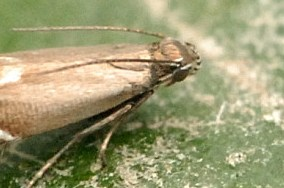